# Dicranotropis insignis
Dicranotropis insignis är en insektsart som beskrevs av Frederick Arthur Godfrey Muir 1926. Dicranotropis insignis ingår i släktet Dicranotropis och familjen sporrstritar. Inga underarter finns listade i Catalogue of Life.